# Distrikt Kota Kinabalu
Der Distrikt Kota Kinabalu ist ein Verwaltungsbezirk im malaysischen Bundesstaat Sabah. Verwaltungssitz ist die Stadt Kota Kinabalu. Der Distrikt ist Teil des Gebietes West Coast Division, zu dem die Distrikte Kota Kinabalu, Ranau, Kota Belud, Tuaran, Penampang, Putatan und Papar gehören.

## Demographie
Die Bevölkerung des Distrikts beträgt 500.421 (Stand: 2020). Kota Kinabalu hatte laut der letzten Zählung im Jahr 2010 462.963 Einwohner und bestand aus einem Mix vielfältiger Nationalitäten und Ethnien, von denen die Chinesen (20 %), Kadazan-Dusun (15 %), Bajau (16 %), Malaien (8 %) und Murut (6 %) den größten Teil ausmachen. Wie in vielen anderen Distrikten Sabahs gibt es auch hier eine beträchtliche Anzahl illegaler Immigranten aus den nahegelegenen Philippinen, vor allem aus Sulu und Mindanao, die in der Bevölkerungsstatistik nicht verzeichnet sind.

## Verwaltungssitz

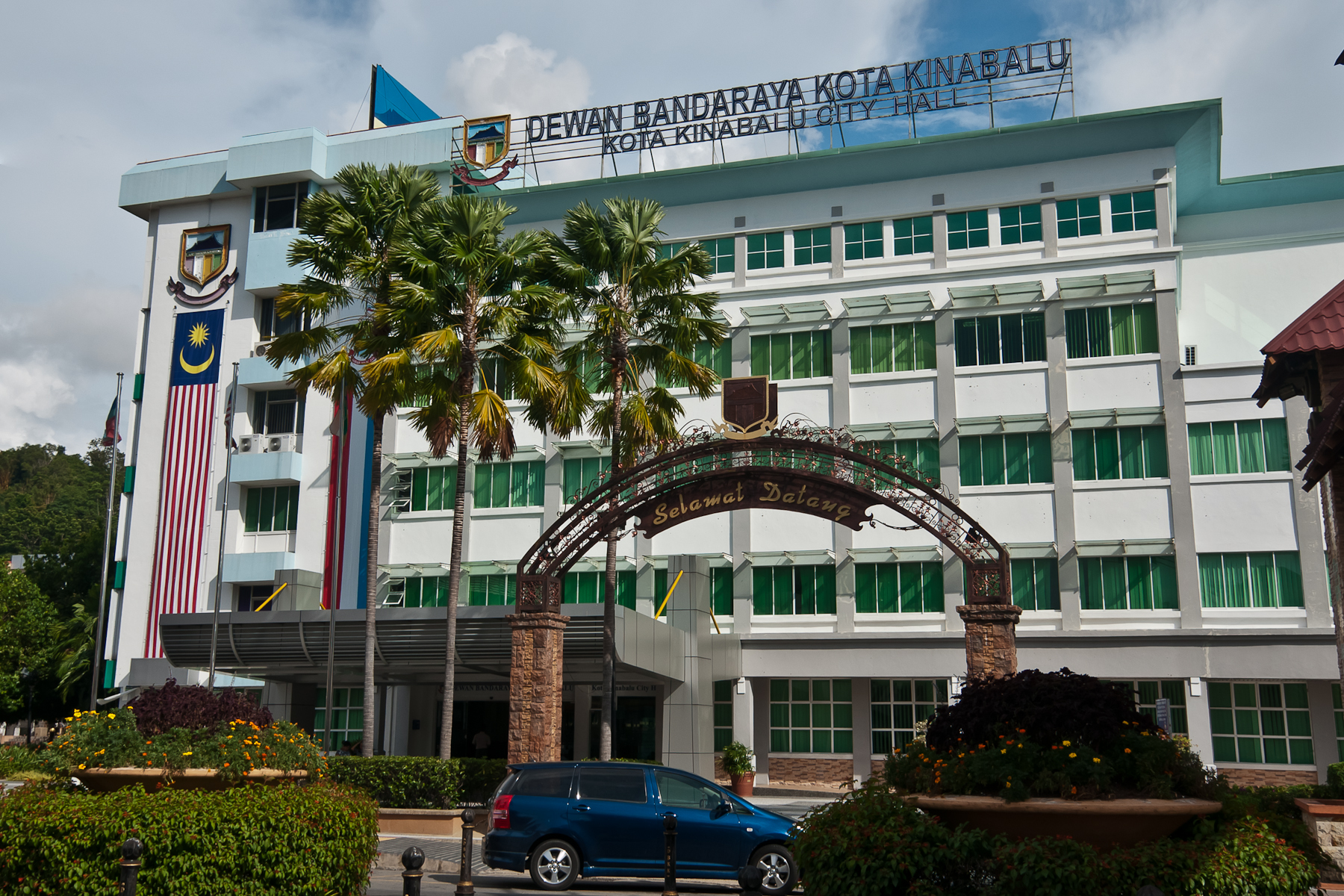
Kota Kinabalu City Hall

Verwaltungssitz des Distrikts ist Kota Kinabalu. Die Verwaltung des Distrikts wie auch der Stadt erfolgt durch die Dewan Bandaraya Kota Kinabalu (DBKK). Die Kota Kinabalu City Hall wurde nach der offiziellen Erhebung Kota Kinabalus in den Status einer Stadt am 2. Februar 2000 ins Leben gerufen.
Der Zuständigkeitsbereich der DBKK erstreckt sich über ein Gebiet von 351 Quadratkilometern und schließt neben dem Stadtzentrum von Kota Kinabalu auch die Unterdistrikte und Städte im Umland – unter anderem Tanjung Aru, Kepayan, Luyang, Inanam, Menggatal, Telipok und Sepanggar – mit ein. Nicht dazu gehört die benachbarte Stadt Donggongon, die vom Majlis Perbandaran Penampang (Penampang District Council) verwaltet wird.